# Hilaroptera viettei
Hilaroptera viettei är en fjärilsart som beskrevs av László Anthony Gozmány. Hilaroptera viettei ingår i släktet Hilaroptera och familjen äkta malar. Inga underarter finns listade i Catalogue of Life.